# ПОС-145
ПОС-145 је српско лако преносиво противоклопно средство пешадије. Производ је компаније Југоимпорт СДПР.

## Опис
Систем се састоји од пројектила у контејнеру, лансирног механизма са рукохватом опремљеним окидачем и уграђеним џојстиком за управљање камером и окуларом са мини монитором. Контејнер је јединица за једнократну употребу, тако да се након лансирања нови контејнер са пројектилом може лако поставити на механизам за лансирање.
Оператор преко нишанског система може да посматра циљ, да зумира исти и да закључа жељени циљ. Након лансирања, ракета губи везу  са оператером, тј. ради по принципу "Испали и заборави" ("Fire&forget"). Ракета поседује ТВ и ИЦ главу за самонавођење. Ракета може сама да прати циљ, што значи да може да гађа и мете у покрету. Могуће је дејство у свим метео условима и дању и ноћу.

## Карактеристике
- Максимални домет: > 1.500 m
- Минимални домет: 400 m
- Димензије ракете са контејнером: 155x1100 mm
- Тежина ракете: 14 kg
- Тежина ракете са контејнером: 17 kg
- Тежина бојеве главе: 6,4 kg
- Пробојност: > 1.000 mm хомогеног челика након експлозивно-реактивног оклопа (ЕРО)
- Калибар ракете: 145 mm
- Вероватноћа поготка: 90%
- Лансирање: са рамена или лансирног троношца
- Температурни опсег употребе: -35°C до +60°C
- Температурни опсег складиштења: -40°C до +60°C[1][2]